# چهارطاقی کنرو
چهارطاقی کنرو مربوط به سده‌های میانه دوران‌های تاریخی پس از اسلام است و در شهرستان لارستان، بخش مرکزی، دهستان حومه، ۲ کیلومتری شرق روستای براک واقع شده و این اثر در تاریخ ۱۸ شهریور ۱۳۸۷ با شمارهٔ ثبت ۲۳۴۶۱ به‌عنوان یکی از آثار ملی ایران به ثبت رسیده است.